# Gianfranco Paolucci
Gianfranco Paolucci, född 18 februari 1934 i Pesaro, är en italiensk före detta fäktare.
Paolucci blev olympisk silvermedaljör i värja vid sommarspelen 1964 i Tokyo.